# Amé Pictet
Amé Pictet (1857-1937) fue uno de los seis miembros de la representación suiza y actuó como secretario del Congreso de Química de Ginebra. Como representante de la Helvetica Chemica Acta, una de las principales revistas internacionales de química, siguió realizando una intensa labor en las reformas de la nomenclatura química que siguieron a la de Ginebra. 